# Causalidade

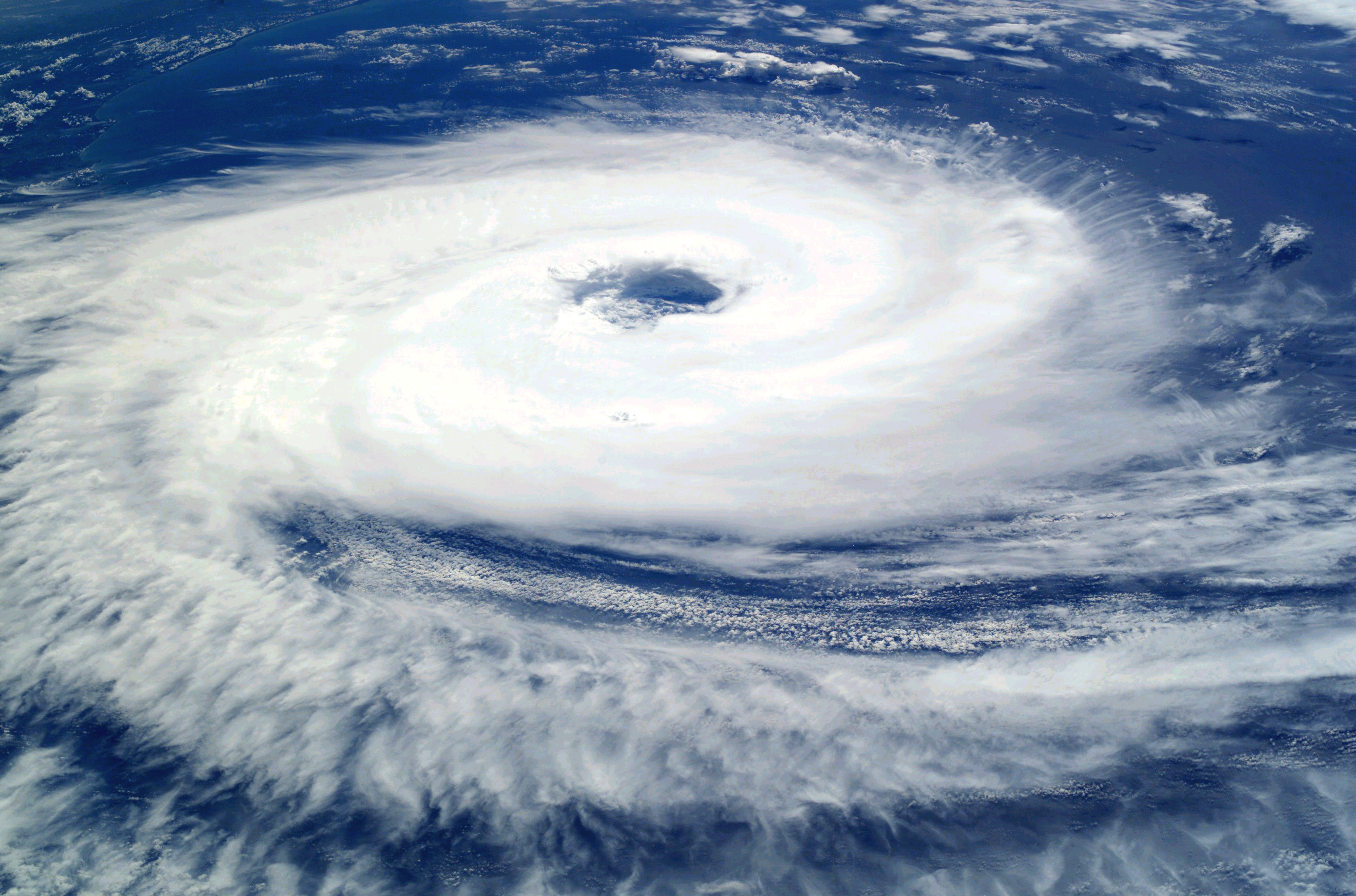
Exemplo de causalidade: ciclones tropicais formam-se quando a energia liberada pela condensação da umidade em correntes de ar ascendentes causa uma retroalimentação positiva sobe as águas mornas dos oceanos.

Causalidade é a relação entre um evento A (a causa) e um segundo evento B (o efeito), provido que o segundo evento seja uma consequência do primeiro. Identifica-se logicamente a causalidade em "se não A, então não B", provida a ocorrência empírica de ao menos um B. A expressão anterior não equivale a rigor à expressão "se A, então B", sendo contudo esta e não aquela a usualmente atrelada em senso comum ao conceito de causalidade.
- Em termos diretos, A é causa de B quando A é requisito necessário, mas não necessariamente um requisito suficiente, para ocorrência de B. A expressão popular "Se A então B" implica suficiência, o que faz a mesma não abarcar todos os casos de causalidade, e ajusta-se também às situações ocasionais onde, mesmo que o escrutínio revele que a ocorrência de B seja por facto independente de A,  A tenha precedido a ocorrência de B em todos os casos não controlados.

Caracterizar uma relação causal, distinguindo-a de uma simples correlação, é um assunto delicado que por certo transcende a simples lógica booleana. Pelo método científico, deve-se estabelecer não apenas a correlação significativa entre os eventos em questão mas também os mecanismos físicos de ação que levam A a determinar B, ou melhor, a ausência de A a inibir B.
Num sentido mais amplo, a causalidade ou determinação de um fenômeno é a maneira específica na qual os eventos se relacionam e surgem. Apreender a causalidade de um fenômeno é apreender sua inteligibilidade.
Embora causa e efeito sejam em geral referidos a eventos, também podem ser referidos a objetos, processos, situações, propriedades, variáveis, fatos ou estados de coisas.

### Exemplos em tabela:

#### Forma equivocada e forma correta:
- Forma equivocada, ao se usar apenas logica booleana gerando erros de equivalência. Exemplo de frase [ Penso logo existo ], pode ser compreendido como [ se penso então existo ], é abreviado como [ P->Q ], onde [ [penso] = [P] ], [ [se..então] = [->] ] e [ [existo] = [Q] ]:

| P | Q | P->Q |
| - | - | ---- |
| V | V | V    |
| V | F | F    |
| F | V | V    |
| F | F | V    |

Note que a negação esta fortemente ligada ao fato de não atender a consequente Q[V] apos a causa ser verdadeira, P é verdadeiro. Isso por si só já é um indicio de algo errado nessa abordagem, pois estamos fugindo da analise de quando P é falso ,P[F], e não percebendo o perigo dessa abordagem simples. Ao lermos P->Q esperamos uma situação em que ambos são verdade, PeQ verdadeiros.
- Forma mais correta, ao se usar logica booleana junto a Lógica Modal. Assim Causalidade ou Logica Causal usa em si uma base da Lógica Modal necessariamente para não haver erros de equivalência. A forma R é um apelido para [P->Q] que é um apelido para [esperar de que [P[◊[V]]->Q[◊[V]]] -> resulte em V] ou caso Q seja falso resulte em F. P na hipótese de ser verdadeiro é causa de Q sendo em hipótese verdadeiro.

| Possibilidades booleanas | P | Q | P -> Q | contexto                            | +Lógica Modal +contexto | talvez seja uma possivel forma simples de definir P -> Q |
| ------------------------ | - | - | ------ | ----------------------------------- | --- | --- |
| V,V                      | V | V | V      | Esperado                            | ◻{ P[v] e Q[v] } <-> ◻{R[V,◻esperado]}. É obrigado o R ser verdadeiro e esperado caso obrigatoriamente P seja v e Q seja v. | R[◻[V]]. R é necessariamente verdadeiro. ou seja é {P[v] e Q[v]}. equivalente a [ P e Q ] numa logica indutiva ponte da dedutiva, pois [PeQ] estão contidos no esperado de [P->Q] gerando uma igualdade no quesito possibilidade/linhaDessaTabela esperada ou equivalência dos objetos lógicos satélites ao conectivo. |
| V,F                      | V | F | F      | Negação do esperado                 | ◻{ P[v] e Q[f] } <-> ◻{R[F,◻não esperado]}. ou seja, houve uma contradição | R[◻[F]]. R é necessariamente falso. ou seja é a negação do Esperado. Logo [P->Q] é falso pois R é obrigatoriamente falso. Demostrando mais uma vez que o foco do causal esta em um estado inicial necessitar de um outro, e não havendo conformidade no estado inicial não nos importa o resto, mas também não estamos negando o Esperado. por isso ainda se usa V nos contextos onde se é possivel aceitar a existência do conector logico [se..então] |
| F,V                      | F | V | V      | Possível ainda que fora do esperado | ◻{ P[f] e Q[v] } -> ◊{R[V,◊esperado]}. ou seja, não houve contradição nem o esperado. podemos ver R como uma possibilidade de ser verdadeiro, mesmo não sendo o esperado, não acontecendo o evento esperado por consequência logica, mas sendo verdadeiro pois aceita a possibilidade. | R[◊[V]]. Logo [P->Q] é verdadeiro pois R é possivel ser verdadeiro. No caso de que não estamos negando o Esperado, mas também não estamos tratando como emitido o conectivo logico em forma de um evento. Isso caracteriza uma logica ponte entre dedutiva e indutiva, pois não é apenas booleana. |
| F,F                      | F | F | V      | Possível ainda que fora do esperado | ◊{ P[f] e Q[f] } -> ◊{R[V,◊esperado]}. ou seja, não houve contradição nem o esperado. podemos ver R como uma possibilidade de ser verdadeiro, mesmo não sendo o esperado, não acontecendo o evento esperado por consequência logica, mas sendo verdadeiro pois aceita a possibilidade. | R[◊[V]]. Logo [P->Q] é verdadeiro pois R é possivel ser verdadeiro. No caso de que não estamos negando o Esperado, mas também não estamos tratando como emitido o conectivo logico em forma de um evento. Isso caracteriza uma logica ponte entre dedutiva e indutiva, pois não é apenas booleana. |

Note que não podemos nos ater apenas a coluna P->Q ou estaremos cometendo erro de equivalência, pois a Causalidade necessita de uma analise mais complexa em relação a outros conectivos lógicos e não observância disso pode gerar problemas em IAs por exemplo, onde ela pode vir erroneamente a identificar [P->Q] como sendo equivalente a [~P<-~Q]. Compreendendo isso estaremos mas próximos a uma AGI.

#### Erros de equivalência:
[ P -> Q ] equivale logicamente a [ ~P <- ~Q ], ou ainda a [ ~Q -> ~P ]?
Para facilitar a compreensão utilizarei letras minusculas na segunda proposição, visto que ~P<-~Q é uma forma de X<-Y ignorando o sinal de negação, pois não queremos confundir com os casos da primeira proposição e dessa forma facilitamos a visualização. Também usei colunas de espaço para diferenciar cada grupo de dados na tabela.
| possibilidades booleanas | P | Q | P -> Q | contexto[P->Q] |  | ~p | ~q | ~p<-~q | contexto[~p<-~q] |  | Erros                                                                          |
| ------------------------ | - | - | ------ | -------------- |  | -- | -- | ------ | ---------------- |  | ------------------------------------------------------------------------------ |
| v,v                      | V | V | V      | Esperado       |  | V  | V  | V      | Esperado         |  | P é contradição de ~p, e Q é contradição de ~q. pois P[V] é diferente de p[F]. |
| v,f                      | V | F | F      | Negação        |  | V  | F  | V      | Possivel         |  | P é contradição de ~p, e Q é contradição de ~q...                              |
| f,v                      | F | V | V      | Possivel       |  | F  | V  | F      | Negação          |  | P é contradição de ~p, e Q é contradição de ~q...                              |
| f,f                      | F | F | V      | Possivel       |  | F  | F  | V      | Possivel         |  | P é contradição de ~p, e Q é contradição de ~q...                              |

Note que ambas proposições estão em conformidade com a coluna possibilidades booleanas.
Note que a coluna contexto esta equivalente porem identificamos vários erros alertados pela coluna erros.
Vamos tentar realinhar os dos grupos de dados e vê se ainda teremos erros:
| P                                                          | Q                                         | P -> Q | contexto[P->Q] |  | ~p | ~q | ~p<-~q | contexto[~p<-~q] |  | Erros                                                                                          |
| ---------------------------------------------------------- | ----------------------------------------- | ------ | -------------- |  | -- | -- | ------ | ---------------- |  | ---------------------------------------------------------------------------------------------- |
| V. por esse ser verdadeiro irei por ~p nesta linha como F. | V. como esse Q é V então porei ~q como F. | V      | Esperado       |  | F  | F  | V      | Possivel         |  | ainda que P e p sejam equivalentes os seus contextos são diferentes. o mesmo ocorre com Q e q. |
| V                                                          | F. esse Q é falso então por ~q V.         | F      | Negação        |  | F  | V  | F      | Negação          |  | ainda que P e p sejam equivalentes os seus contextos são diferentes. o mesmo ocorre com Q e q. |
| F. por esse ser falso irei por p desta linha como V.       | V                                         | V      | Possivel       |  | V  | F  | V      | Possivel         |  | ainda que P e p sejam equivalentes os seus contextos são diferentes. o mesmo ocorre com Q e q. |
| F                                                          | F                                         | V      | Possivel       |  | V  | V  | V      | Esperado         |  | ainda que P e p sejam equivalentes os seus contextos são diferentes. o mesmo ocorre com Q e q. |

Note que oque leva a dizer que P->Q é equivalente a ~P<-~Q é a ignorância de não se atentar ao contexto, pois embora pareça serem logicas equivalentes não são. Oque é equivalente é apenas a tabela verdade quando fazemos a proeza de trazer conformidade com a coluna Possibilidades booleanas . A equivalência de P->Q esta mais ligada a PeQ por PeQ esta contido nela e a logica indutiva tornar Esperado o PeQ. Ainda que se perceba ~PouQ como um equivalente mais conciso à logica dedutiva. Exemplo:
| possibilidades booleanas | P | Q | P->Q | Contexto P->Q |  | ~P | ~PouQ |
| ------------------------ | - | - | ---- | ------------- |  | -- | ----- |
| v,v                      | V | V | V    | Esperado      |  | F  | V     |
| v,f                      | V | F | F    | Negação       |  | F  | F     |
| f,v                      | F | V | V    | Possivel      |  | V  | V     |
| f,f                      | F | F | V    | Possivel      |  | V  | V     |

Note que não temos um contexto para ~PouQ pois ele é uma logica simples, não complexa como a causal. Nesse sentido, prevalece a logica dedutiva em que só consideramos a tabela verdade em equivalência. Ou seja, as logicas causais tem uma ligação de equivalência logica dedutiva com as logicas que utilizam do conectivo [ou].
Lembando que P-> Q é equivalente logicamente por indução a PeQ, pois o foco esta no Esperado. Ou seja, se espera que P seja Verdadeiro e Q seja Verdadeiro:
| possibilidades booleanas | P | Q | P->Q | contexto P->Q | estimar peso indutivo |  | PeQ | contexto PeQ | estimar peso indutivo |
| ------------------------ | - | - | ---- | ------------- | --------------------- |  | --- | ------------ | --------------------- |
| V,V                      | V | V | V    | Esperado      | 1                     |  | V   | Esperado     | 1                     |
| V,F                      | V | F | F    | Negação       | -1                    |  | F   | Negação      | -0.5                  |
| F,V                      | F | V | V    | Possivel      | 0.1                   |  | F   | Negação      | -0.5                  |
| F,F                      | F | F | V    | Possivel      | 0.1                   |  | F   | Negação      | -1                    |

Isso pois P[v]->Q[v] numa logica indutiva pode ser reescrito como { P[v], Q[v] } ou { P[v] e Q[v] } sem gerar contradição. Esse é um dos motivos do conectivo [e] ser adotado para logicas de sequencia.
E saltou, e voou, e palpitou, Um ponto no céu, um pássaro louco. E o vento, amante, o corpo envolveu, Num abraço mortal, um beijo rouco.
E a terra, gigante, se aproximou, E o coração, a mil, quase explodiu. E a seda se abriu, e o medo afogou, E a vida, de novo, o paraquedista viu.
Note como o conectivo [e] se comporta como [->] em uma sequencia de eventos.

## Aplicação inter contextual (COMO PODE RESOLVER PROBLEMAS DE CONTEXTO):

#### Exemplo do impasse em generalizar que 1 é igual a 0,999... para qualquer contexto:
Tenha em mente antes que [0,999...] ao estabelecer infinitos 9 em suas casas decimais esta fazendo uma aproximação cada vez maior de 1. E isso pode ser escrito como [0,999...]->1. Pois [0,999...] faz com que seja esperado atingirmos 1 em uma logica indutiva(se houver um padrão ou tendência, é possível fazer uma generalização. No caso generalizamos que uma tendencia de crescimento do [0,999...] seja considerado 1). Somos induzidos a esperar que se atinja 1. Note que ate aqui não ha dedução. Podemos dizer ainda que esperamos que [0,999...] atinja 1, mas não que seja 1, pois teria que dizer [0,999...]<->1.
[0,999...] as x      apelidamos de x 
[0,999...] = x         MISTURADO AO CONTEXTO MATEMÁTICO 
[9,999...] = 10x 
[9,999...] - x = 10x - x 
9 = 9x 
9 = [8,999...] 
CONSIDERANDO QUE [0,999...] GERA UMA EXPECTATIVA DE ALCANÇAR 1 EM MAGNITUDE PODEMOS ESCREVER: [0,999...]->1 
VOLTANDO NO MOMENTO DA CONTA ONDE ESTA [9 = 9x] PODEMOS DIVIDIR AMBOS OS LADOS POR 9 
1 = X 
DESSA FORMA NOTAMOS QUE 
1 = [0,999...] mas sabemos que 1 > [0,999...] ao compara a primeira casa 1>0. ou seja 1<-[0,999...] 
LOGO O REAL MOTIVO DE ESTAR DANDO {1 = [0,999...]} É O FATO DE ATENDERMOS A EXPECTATIVA 
[0,999...]->1 
ISSO NOS LEVA CONCLUIR QUE NO CONTEXTO DE ATENDER A EXPECTATIVA {1 = [0,999...]} É VALIDO. 
POREM NO CONTEXTO EM NÃO ATENDER AS EXPECTATIVAS DE [0,999...]->1 TEREMOS UM PROBLEMA DE LOGICA

RESUMO: 1 É = [0,999...] CASO [0,999...] ALCANCE A EXPECTATIVA DE ATINGIR A MAGNITUDE 1, POIS 1 É > [0,999...] ([0,999...]->1)
Exemplo para uma criança de 7 anos:
1. se pegarmos cada casa numérica e dizer que ela é um guerreiro vivo se diferente de 0.
2. cada guerreiro vivo é mais forte que os da direita 10 vezes.
3. o numero na casa do guerreiro é sua medida de força.
4. o sinal [...] significa que ha infinitos guerreiros a direita.
5. para ditar o vencedor devemos verificar os guerreiros mais fortes para lutar, ou seja, vamos de casa em casa da esquerda pra direita.
6. se um guerreiro vencer o mais forte do outro os demais mais fracos são ignorados pois serão derrotados em batalha.
7. os guerreiros empatarem em força deve-se analisar a próxima casa para lutar.

Temos assim dois cenários o de que consideramos que a batalha termina caso um dos lados vença no quesito de ser impossível ter mais guerreiros mais forte que melhor atual. E o outro cenário é de uma batalha infinita ainda que se saiba que é impossível um lado vencer.
Isso prova que não importa quantos guerreiros tenha o [0,999...], ele sempre vai perder pro exercito 1. 
[0,999...]<1
infinitos guerreiros vivos não são capazes de vence um guerreiro vivo que tem sempre maior magnitude.

## Filosofia

### Modelos de causalidade

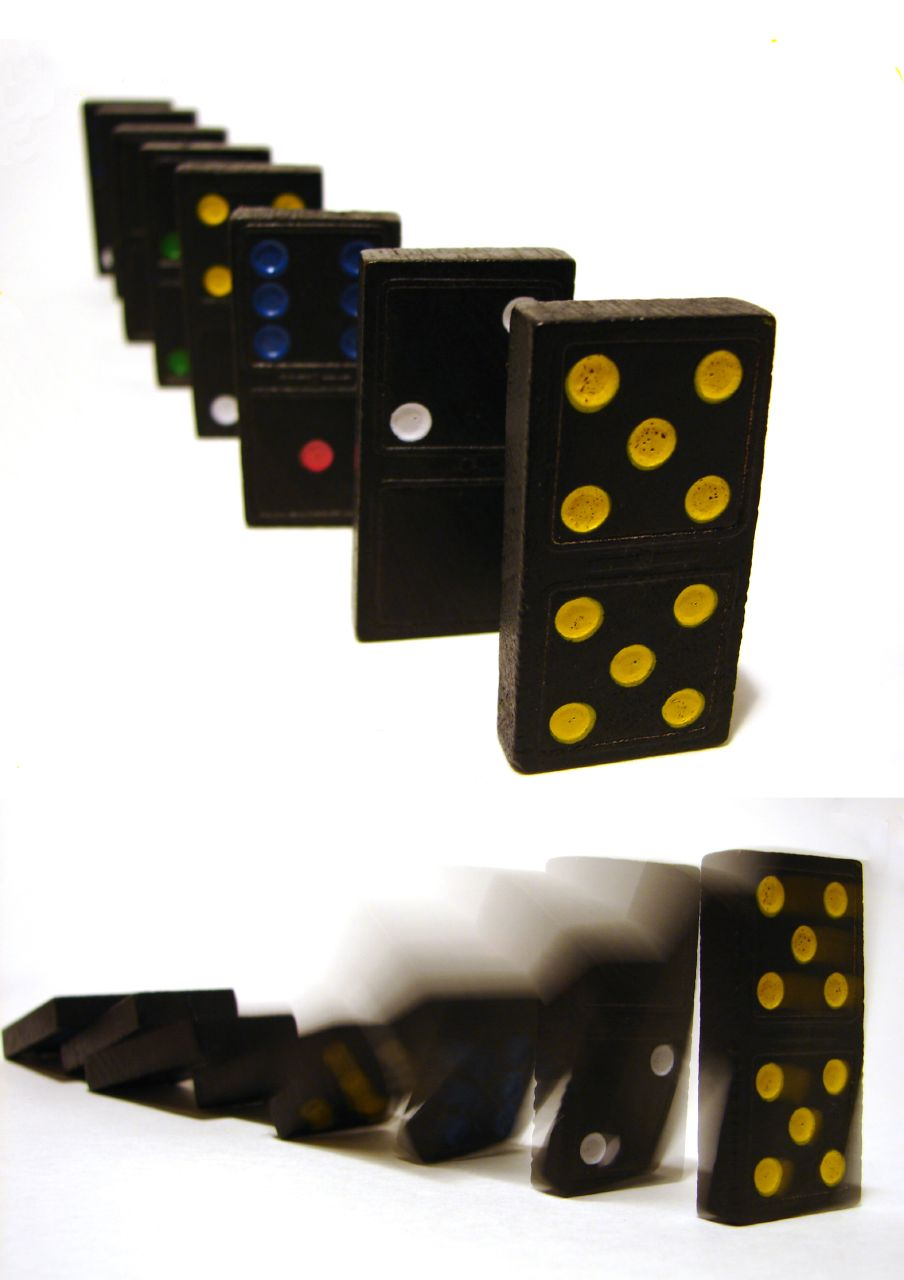
Ilustração do Efeito dominó

Muitos modelos de causalidade são utilizados para explicar os fenômenos, seja nas ciências (humanas ou exatas), seja no senso comum. A seguir, alguns exemplos:
- Causalidade linear ou simples: Ocorre quando uma causa provoca um efeito proporcional (isto é, linear). Se uma bola está parada no chão e outra bola se choca com ela, o efeito é proporcional à causa. Se alguém dá um chute numa bola e ela é atirada ao longe, a causa do seu movimento foi a força muscular aplicada à bola através do chute. Se uma maçã cai da árvore, dizemos que a causa de sua queda foi a força de atração da Terra (gravidade), que se exerce sobre todos os corpos.
- Gatilho: ocorre quando uma causa provoca um efeito desproporcional (isto é, não-linear). Por exemplo, um simples peteleco numa imensa rocha em equilíbrio instável sobre uma montanha destrói uma casa na base da montanha. Outro exemplo: uma faísca faz uma casa inteira pegar fogo.
- Efeito dominó: ocorre quando uma causa provoca um efeito de proporção diferente (não-linear) em sua proximidade, que então acarretará outra mudança na proximidade da mesma proporção, e assim por diante, em sequência linear.  Ver artigos Efeito dominó e reação em cadeia.
- Retroalimentação (feedback):  dá-se quando o efeito modifica (modula) a causação. A retroalimentação é positiva quando o efeito de um processo aumenta a intensidade desse processo ("quanto mais, mais"), e é negativa quando  reduz sua intensidade ("quanto mais, menos")..[4] Ver artigo Retroalimentação.
- Homeostase e Alostase: a alostase são processos de retroalimentação (principalmente negativa) que mantém a continuidade de um estado ou sistema (homeostase). Exemplo: servomecanismos (mecanismo que se autorregula) e a fisiologia dos seres vivos.[4] Ver artigo Homeostase.
- Círculo vicioso: dá-se quando processos de retroalimentação (principalmente retroalimentação positiva) desfazem a continuidade de um estado ou sistema (o que impede a homeostase), se acumulando de modo destrutivo. Exemplo: doença terminal. Ver artigo círculo vicioso.
- Círculo virtuoso: também chamado  "espiral de ascensão". dá-se quando processos de retroalimentação modificam de modo construtivo um estado ou sistema (gerando ou permitindo a homeostase).[4] Um círculo virtuoso pode tanto gerar algo novo (emergência) quanto permitir o desenvolvimento de algo já existente. Exemplo: crescimento e plasticidade nos seres vivos, surgimento de novas espécies num ecossistema (evolução).  Ver artigo círculo virtuoso.
- Efeito borboleta:  ocorre quando uma mudança insignificante provoca mudanças a tal ponto desproporcionais que podem alterar todo o sistema em que a mudança inicial ocorreu. Ver artigo Efeito borboleta.
- Emergência: o processo de formação de sistemas complexos ou padrões a partir de uma multiplicidade de interações simples. Por exemplo, a interação entre neurônios microscópicos causando um cérebro macroscópico capaz de pensar. Ver artigo Emergência.
- Salto de qualidade: Pequenas mudanças quantitativas num sistema ultrapassam um limite a partir do qual o sistema muda abruptamente de qualidade. Por exemplo, a existência de um ser vivo depende de ingerir água, mas se formos aumentando a quantidade de água administrada, existirá um limite a partir do qual ele morrerá. Outro exemplo: se aumentarmos a quantidade de calor da água, ocorre um momento em que a água se transforma em vapor.
- Implicação recíproca ou interação: ocorre quando mudanças simultâneas pressupõem-se como causas recíprocas. Por exemplo, o surgimento evolutivo da fruto no reino vegetal (como estratégia de disseminação de sementes) e o surgimento nos animais do impulso para ingerir frutos. Ou a relação entre os seres vivos num ecossistema.
- Teleologia: também chamada causa final (ver abaixo, sobre Aristóteles), é a explicação de algo pela finalidade para a qual esse algo foi construído. Quando usada para explicar fenômenos que independem a capacidade de intervenção prática humana, como na teologia, é considerada um tipo de antropomorfismo ou de pensamento mágico. Por este motivo, no advento do pensamento científico moderno, este modelo foi abandonado. Ver artigo Teleologia.

### As quatro causas de Aristóteles
Aristóteles acreditava que toda questão "por quê?" pode ser respondida de quatro diferentes maneiras, que são os quatro tipos de causas:
- a Causa material: refere-se ao meio físico material requisitado à existência da consequência. A exemplo, a causa material de uma mesa pode ser a madeira; a de uma escultura pode ser o barro ou o bronze;
- a Causa formal: refere-se ao fator determinante da forma, ou seja, da distribuição espacial de matéria. A pessoa retratada constitui a causa formal de uma pintura-retrato, por exemplo;
- a Causa eficiente: atrela-se fator primário que dispara ou acarreta a mudança, ou seja, atrela-se ao gatilho ou ao processo que leva à existência da consequência. Uma causa eficiente de X pode estar presente sem que X seja de fato produzido, e por isso, a ideia de causa eficiente não deve ser confundida com a de causa suficiente. Como exemplos citam-se: um incêndio pode ter como causa eficiente um raio; Aristóteles diz que, para uma mesa, a causa eficiente é o trabalho manual do carpinteiro; e, por fim;
- a Causa final ou teleológica: atrelada ao propósito ou objetivo da consequência. Como exemplo tem-se que a causa final de uma casa pode ser abrigar; a do nariz é cheirar. Para Aristóteles, a causa final destaca-se como determinante (ver artigo teleologia).

Desse modo, pode-se explicar, por exemplo, uma casa. Sua causa material são os tijolos e demais materiais, sua causa formal é o projeto, sua causa eficiente é o trabalho do pedreiro e sua causa final é a finalidade da casa, sua função, a de prover abrigo.
Todas as causas também podiam ser distinguidas entre causalidade acidental e causalidade essencial:
- 'Causalidade acidental': é uma causa que pode ou não pode ocasionar um efeito, do qual a causa não depende (acaso). A exemplo, uma cadeira pode ser de madeira, ferro ou plástico; mas uma cadeira, para ser uma cadeira, não depende de qual desses materiais foram escolhidos para construí-la.
- 'Causalidade essencial': é uma causa cujo efeito é necessário, e de cujo efeito a própria causa depende. A exemplo, ser humano acarreta necessariamente o efeito de ser um “bípede sem penas”; uma cadeira, para ser cadeira, deve ser algo em que se pode sentar.

Ademais, os filósofos aristotélicos medievais (escolástica), acrescentaram a distinção dos seguintes modos de causa:
- Causalitas secundum esse, ou causalidade segundo o ser: ocorre quando uma causa cessa e o efeito deixa de existir. Por exemplo, o sol é a causa da luz do sol, mas se essa causa desaparece, a luz do sol também deixa de existir.
- Causalitas secundum fieri, ou causalidade segundo o vir-a-ser: ocorre quando a causa faz o efeito vir-a-ser mas o efeito tem uma existência independente da causa. Por exemplo, a cadeira é causada pelo carpinteiro, mas assim que a cadeira é construída, o carpinteiro não precisa trabalhar para mantê-la em existência, já que o ser da cadeira possui independência do ser do carpinteiro.

As investigações sobre causalidade que ocorrerão depois de Aristóteles, até o renascimento, consistirão em impor uma hierarquia favorita sobre a ordem (prioridade) das quatro causas, por exemplo, "final > eficiente > material > formal" (São Tomás de Aquino), ou em restringir toda causalidade somente às causas material e eficiente (Francis Bacon), ou ainda apenas à causa eficiente (determinismo).

### Da causalidade linear à causalidade complexa
O entendimento aristotélico da causalidade foi predominante no pensamento ocidental durante quase dois mil anos, até o renascimento e o iluminismo. Até então, toda explicação causal se baseava na ideia de causalidade linear (isto é, mecanicista), que vê todo efeito como já estando completamente presente na causa que o precedeu, que por sua vez é efeito de outra causa anterior e assim por diante. A determinação é portanto colocada no passado, numa única linha ou cadeia causal totalmente explicada pelas condições iniciais do universo que teria sido posto em movimento por um primeiro motor imóvel, uma causa sem causa. Esse motor imóvel também era considerado o responsável pela existência de ordem no universo, ao colocar causas finais (teleologia) em cada evento que surge na cadeia causal.
Desde o fim do iluminismo, a ideia de causalidade linear tende a ser considerada insuficiente para explicar a maioria dos fenômenos (naturais, sociais, biológicos, existenciais, psicológicos,etc.), que se provaram melhor explicáveis por vários outros modelos de causalidade. A ideia de causalidade ou de determinação que predomina desde o fim do iluminismo é a de causalidade complexa, segundo a qual nem todo efeito está totalmente contido na causa anterior, isto é, que o próprio efeito pode simultaneamente interagir (causalmente) com outros efeitos, podendo inclusive acarretar um nível de realidade diferente do nível das causas anteriores (por exemplo a interação no nível molécular formando um outro nível de realidade, a vida, ou a interação entre indivíduos formando um outro nível de realidade, a sociedade). A ideia de causalidade complexa vê a determinação ocorrendo não apenas no passado, mas também no presente, na simultaneidade dos processos ou eventos.
Um exemplo de causalidade complexa pode ser visto na teoria da evolução das espécies. Para esta, a determinação de uma espécie não pode ser explicada como um efeito totalmente contido numa causa anterior. Pelo contrário, cada espécie se diferencia, se modifica (evolui) ou se extingue por meio da interação entre as diversos organismos (e climas) que existem simultaneamente. Há uma constante deriva genética (mutação genética aleatória), mas apenas são preservadas as mutações que melhor adaptam o organismo na interação com outros em um ecossistema, o qual por sua vez também se modifica pelas novas interações desse novo organismo.
A causalidade complexa também faz-se presente no âmbito da mecânica quântica; onde as reduções das funções de onda, ao ocorrerem, determinam a realidade do passado; e essas, para serem possíveis e ocorrerem, dependem não apenas do contexto histórico do sistema - de um passado já configurado determinando as existências dos próprios sistemas atualmente emaranhados - como também das interações instantâneas dos sistemas em escala universal (não localidade) acarretando as reduções das funções de onda que tomam lugar no momento presente.

### Causalidade, acaso e liberdade

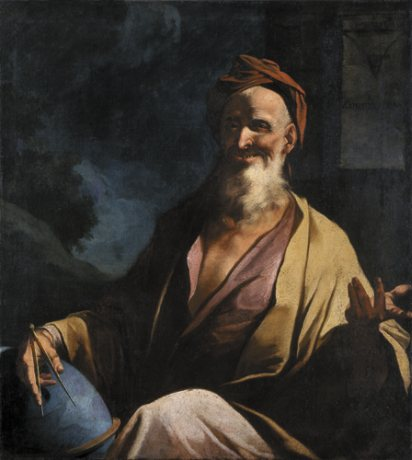
Demócrito de Abdera costumava dizer: prefiro encontrar uma única explicação causal do que possuir o reino da Pérsia. (Fragmento 118).

A relação entre causalidade (ou determinação) e liberdade é um dos assuntos mais debatidos em filosofia. Muitos veem a causalidade como sinônimo de mecanicismo (tal como no modelo de causalidade linear), e acreditam que nenhuma determinação (nenhuma relação de causalidade) pode explicar a liberdade humana ou o livre-arbítrio. Esta posição fundamenta o dualismo, segundo o qual causalidade e liberdade são inconciliáveis, afirmando que há duas substâncias separadas ou dois universos separados (pensamento/extensão, espírito/matéria, vontade/necessidade, alma/corpo).
Os deterministas argumentam que, se a inteligibilidade de qualquer fenômeno supõe sempre apreender sua determinação (ou seja, apreender a maneira específica na qual os eventos se relacionam e surgem), então quem afirma que a liberdade se opõe à determinação afirma também que a liberdade não é inteligível, o que para eles é absurdo. Para eles, o acaso (a falta de causa) de um fenômeno é apenas uma aparência que se origina quando ignoramos a maneira como os eventos se relacionam e surgem. Afirmam que a liberdade não é sinônimo de acaso, mas sim um modo de determinação fundamentado em outros modos de determinação (os quais não podem ser explicados pela pré-determinação, como fazia o mecanicismo).
A teoria do caos e a teoria da emergência, por exemplo, apresentam a ideia de redes de determinações simultâneas que engendram diversos níveis de realidade (por exemplo a interação entre seres vivos formando um outro nível de realidade, um ecossistema, assim como a interação entre indivíduos forma outro nível de realidade, a sociedade). Os diversos níveis de realidade (por exemplo, molecular, biológico, psíquico, social, planetário...) apresentam modos de causalidade  diversos que possuem, cada um, uma consistência que lhe dá autonomia, jamais cessando, porém, de interagir com os outros níveis, ou mesmo de desaparecer ou surgir neles.

### Determinação, inteligibilidade, epistemologia e lógica
A inteligibilidade de um fenômeno ocorre quando a determinação deste fenômeno é passível de ser pensada ou conhecida. Não é possível compreender um evento sem apreender a maneira como esse evento se determina ao se relacionar com outros eventos (sejam eles simultâneos ou anteriores). Por esta razão, a inteligibilidade de algo depende também da aptidão ou habilidade do pensamento para apreender as relações pelas quais ocorre a determinação desse algo. Esta aptidão do pensamento é o que se chama inteligência, raciocínio ou perspicácia. Assim surge a lógica, isto é, o problema de saber se o que pensamos de um evento é verdadeiro ou falso, bem como o problema de saber maneiras corretas de pensar as relações entre os eventos. Além disso, a questão de conhecer as capacidades e os limites do pensamento fundamenta a epistemologia.

### Teorias filosóficas da origem da causalidade

#### Devir, substância e causalidade
As primeiras tentativas de explicar a fonte da causalidade remontam aos pré-socráticos e confundem-se com a ideia de devir (vir-a-ser). Para Heráclito de Éfeso, o devir é exemplificado pelas águas de um rio, “que continua o mesmo graças à suas águas que afluem incessantemente”. Os filósofos pré-socráticos desenvolveram a ideia de que a condição para que exista causalidade no mundo é o fato de os eventos ocorrerem num mesmo plano (substância ou Arché) pelo qual torna-se possível um evento afetar outro evento, raciocinando em geral pelos seguintes argumentos:
Era esta questão que instigava o pensamento da maioria desses filósofos, que se empenharam em identificar de que era constituída essa arché (para alguns era o ar, para outros, a água, ou o fogo, o infinito ou os átomos...).
Essa mesma ideia, com o nome substância, é também importante para o pensamento de Espinoza. A substância é entendida como base em que todas as relações de causalidades ocorrem (modos da substância). Espinoza foi um dos filósofos mais importantes para o aparecimento do iluminismo.
A partir da ideia de que há apenas uma única substância, entre os pré-socráticos (Empédocles, Anaxágoras, Leucipo e Demócrito) surgiu outra ideia fundamental - a de que tudo o que existe tem como causa a substância na medida em que nela ocorrem composições e decomposições:
Desde o Renascimento, esta concepção de causalidade foi retomada em contraposição ao aristotelismo. Hobbes, por exemplo, na sua "doutrina da causalidade", reformula conceitos provenientes da tradição aristotélico-escolástica com o objetivo da substituição de uma concepção da natureza qualitativa por uma física estritamente mecanicista. A causalidade não é entendida como um processo linear (causa no passado explicando um efeito presente, ou finalidade de Deus explicando o presente e o passado), mas como um processo complexo (causas simultâneas interagem e tem como efeito outro nível de existência, por exemplo, a interação no nível molecular formando um outro nível de realidade, a vida, ou a interação entre indivíduos formando um outro nível de realidade, a sociedade).

## Ciências exatas
Contemporaneamente, as ciências exatas se validam e fundamentam na descrição de sequências regulares medidas nos fenômenos e na relação quantitativa e física entre eles, através de relações matemáticas. A ideia de causalidade é em princípio secundária, considerada interpretativa e às vezes até desnecessária em alguns casos, embora ainda essencial para outros. Filósofos e cientistas, tais como Ernst Mach e Hermann von Helmholtz, entre meados do século XIX e a primeira metade do século XX, teorizaram a substituição do conceito de causalidade na ciência pelo conceito de descritividade, pela qual as leis científicas se limitam a descrever sinteticamente o que há de modo constante e uniforme nos fenômenos.
Ressalta-se entretanto que a identificação dos mecanismos que transformam uma correlação entre dados atrelados a dois eventos em uma relação ainda mostram-se essenciais e indispensáveis ao método científico. Matematicamente, é fácil estabelecer uma correlação entre o aumento acentuado da temperatura média da terra (aquecimento global) nos últimos séculos e o decréscimo do número de piratas no mesmo período, contudo estabelecer uma relação entre os dois eventos de forma que ambos devam ser considerados nos modelos acerca do aquecimento global é notoriamente algo meio incoerente. E pelo que se sabe, até a presente data pelo menos, nos modelos climáticos que visam a compreender o aquecimento global, não há, entre as variáveis consideradas, uma variável intitulada "numero de piratas". Pelas mesmas razões, as correlações que se podem estabelecer no contexto da astrologia não implicam relações, e tampouco implicam essa área de estudo como uma cadeira científica.
Dessa forma, embora se possa hoje cientificamente cogitar abrir mão de uma relação de causalidade em certos eventos físicos (redução de onda na mecânica quântica - Interpretação de Copenhaga), não se pode entretanto abrir mão por completo da mesma e tampouco violá-la, mesmo em âmbito da ciência moderna. Em outras palavras, ao menos até o que se sabe hoje, a evolução do universo não é resultado apenas de uma série de eventos estocásticos, embora esses possam nele existir. A exemplo, a teoria da relatividade foi desenvolvida em essência para evitar-se a violação da reconhecida causalidade existente entre eventos pertinentes; e mesmo nos casos quânticos - onde consideram-se os sistemas em estados emaranhados e as correspondentes reduções das funções de onda mediante uma "escolha sem causa" perpetrada pelo sistema - considerações acerca dos eventos cronológicos (causas) que levaram à existência de tal sistema em tal estado emaranhado bem como a presença dos mecanismos de interação que forçam o colapso das funções de onda ainda fazem-se totalmente pertinentes. Questões atreladas à cronologia e à própria definição de tempo ainda impedem o descarte completo do conceito de causalidade dentro de um contexto científico, mesmo que moderno.

### Seta do tempo e causalidade
O conceito de seta do tempo ou flecha do tempo tem origem na termodinâmica e afirma que um evento presente só pode afetar um evento futuro, jamais afetar um evento passado. Segundo alguns filósofos da ciência, este simples fato seria uma consequência da segunda lei da termodinâmica, que postula que a entropia sempre tende a aumentar com o tempo.
O termo foi cunhado em 1927 pelo astrônomo britânico Arthur Eddington para distinguir a direção do tempo em um mapa do mundo relativístico e de quatro dimensões. De acordo com Eddington, a direção do tempo pode ser determinada por um estudo das organizações de átomos, moléculas e corpos.

### Física moderna
Na física, a causalidade é a detecção da origem do fenômeno físico, mor das vezes pela aplicação da terceira das leis de Newton - segundo a qual a toda ação corresponde uma reação de igual intensidade e em sentido contrário.
Em física, a terceira lei não trata de um conceito, como o de morte a exemplo, mas sim de um princípio, oriundo da natureza das interações entre as partículas serem extremamente regulares; se ocorrendo, ocorrendo em completude. Nesses termos, a intensidade do efeito é sempre proporcional à causa. Contudo, há de se destacar que em física, em especial nas questões relacionadas à mecânica quântica - segundo a interpretação mais difundida, a Interpretação de Copenhaga - nem sempre os eventos envolvendo escolhas possuem causa; sendo pois, incausados, ou ao acaso.
A questão de ausência de causa nos fenômenos quânticos é relacionada aos conceitos e consequências do Princípio da incerteza de Heisenberg, às implicações da violação das desigualdades do teorema de Bell, às implicações de causalidade no tempo relacionadas ao teorema de Noether; e às várias interpretações filosóficas que deles decorrem.  Como teoria científica, a mecânica quântica certamente abre as portas para a realidade do indeterminismo no universo, contudo reluta a fornecer uma resposta definitiva à questão, mantendo "per si" as duas opções, a da causalidade estrita e a do acaso, literalmente em um estado emaranhado. Embora certamente compatível com o indeterminismo, a teoria degenera-se na teoria clássica de Newton - uma teoria expressamente determinista - quando em seus limites da validade; o que leva em princípio a um aparente paradoxo. A inexistência de uma teoria quântica da gravidade baseada em princípios científicos contribui ainda mais para acirrar os debates; e a questão acerca do princípio da incerteza e das implicações do teorema de Bell expressarem apenas a incognoscibilidade empírica e teórica da causa, ou de fato a inexistência dessa, ainda não encontra resposta definitiva; e uma resposta não pode ser cogitada sem considerações também de ordem filosófica. A interpretação mais difundida e aceita entre os físicos dá ganho de causa à existência do acaso, contudo.

## Direito
No direito, a causalidade é a relação factual entre o agente (ou sujeito ativo, ou autor) e o resultado danoso (infração de direito, causação de prejuízo), também chamada de nexo causal.